# Đảng Cộng sản Tiệp Khắc
Đảng Cộng sản Tiệp Khắc là một đảng cộng sản theo chủ nghĩa Mác-Lenin tồn tại từ năm 1921-1992 từng nắm quyền Liên bang Tiệp Khắc. Đảng này bắt đầu cầm quyền sau cuộc đảo chính Tiệp Khắc năm 1948. Sau cuộc cách mạng Nhung, cùng với sự sụp đổ của chế độ xã hội chủ nghĩa tại hầu khắp các nước Đông Âu khác cũng như sức ép của quần chúng nhân dân ngày càng dâng cao, vào ngày 28 tháng 11 năm 1989, Đảng Cộng sản Tiệp Khắc đã tuyên bố từ bỏ quyền lực và giải tán chế độ độc đảng.
Tháng 10 năm 1990, Đảng Cộng sản Tiệp Khắc trở thành một liên minh của Đảng Cộng sản Bohemia và Moravia và Đảng Cộng sản Slovakia.
Trong một đạo luật được ban hành năm 1993 về tính bất hợp pháp của chế độ cộng sản và về sự chống đối đối với chế độ do chính đảng này lãnh đạo, đảng cộng sản Tiệp Khắc bị tuyên bố là một tổ chức tội phạm.